# Steve Tucker
Steve Tucker (ur. 12 marca 1971 w Cincinnati w stanie Ohio) – amerykański basista, gitarzysta, wokalista i autor tekstów. Tucker działalność artystyczną rozpoczął w latach 90. XX w. w grupie muzycznej Ceremony. Jednakże znany jest przede wszystkim z występów w formacji Morbid Angel, w której był basistą i wokalistą w latach 1997-2001 i 2003-2004 oraz ponownie od 2015 roku. W 2005 roku jako muzyk sesyjny na krótko dołączył do zespołu Nile. W międzyczasie współpracował z Undercurrent, w którym grał na gitarze i śpiewał. Rok później Tucker nawiązał współpracę z Jardem Andersonem – byłym basistą i wokalistą Morbid Angel. Efektem współpracy był projekt As One..., którego działalność przerwała nagła śmierć Andersona w październiku 2006 roku.
W 2008 roku wraz z byłymi muzykami takich zespołów jak Nile i Grip Inc. założył formację LOWA. Jednakże Tucker opuścił grupę jeszcze tego samego roku. W 2011 roku wraz z perkusistą Cryptopsy – Flo Mounierem i gitarzystą Rune Eriksenem nawiązał współpracę z egipskim artystą Nader Sadkiem. Debiutancki album projektu sygnowanego jako Nader Sadek pt. In the Flesh ukazał się 16 maja 2011 roku nakładem wytwórni muzycznej Season of Mist. Tucker współtworzył tenże zespół do 2014 roku. Muzyk gra na gitarze basowej firmy B.C. Rich model Black Widow.

## Dyskografia
| - Morbid Angel – Formulas Fatal to the Flesh (1998, Earache Records) - Ceremony – The Days Before the Death (2000, Hammerheart Records) - Morbid Angel – Gateways to Annihilation (2000, Earache Records) - Morbid Angel – Heretic (2003, Earache Records) - Nader Sadek – In the Flesh (2011, Season of Mist) |  | - Unearthly – Flagellum Dei (2011, Shinigami Records, gościnnie) - Rose Funeral – Gates of Punishment (2011, Metal Blade Records, gościnnie) - Tennessee Murder Club – Human Harvest (2013, Nailjar Records, gościnnie) - Dynasty of Darkness – Empire of Pain (2014, The Leaders Records, gościnnie) - Warfather – Orchestrating the Apocalypse (2014, Greyhaze Records) |